# 2S23 Nona-SWK
2S23 Nona-SWK – rosyjski samobieżny moździerz wykorzystujący zmodyfikowane podwozie transportera opancerzonego BTR-80 zaprojektowany w późnych latach 80. i produkowany przez zakłady NPO Spław od 1990 roku. Jest pochodną opracowanego na przełomie lat 70. i 80. XX wieku samobieżnego moździerza 2S9 Nona.

## Charakterystyka
2S23 Nona-SWK został zaprojektowany dla sowieckiej piechoty zmotoryzowanej, w kontraście do 2S9, który był produkowany dla wojsk powietrznodesantowych. Posiada nieznacznie zmienioną wieżę, w której osadzono moździerz 2A60 kalibru 120 mm będący rozwinięciem poprzedniej kontrukcji 2A51. Może on strzelać zarówno ogniem bezpośrednim, jak i pośrednim. Zasięg rażenia zależy od stosowanej amunicji, dla zwykłych granatów jest to 8,85 km, dla pocisków z silnikiem rakietowym 12,8 km, a dla min 7,15 km. Na uzbrojenie składa się również zdalnie sterowany karabin maszynowy PKT kalibru 7.62 mm zamontowany na wieży wraz z sześcioma wyrzutniami granatów dymnych. Dodatkowo pojazd może przewozić w swoim wnętrzu cztery karabinki AKS-74, dwie wyrzutnie przeciwlotnicze 9K38 Igła oraz piętnaście granatów ręcznych.
Przedni pancerz zapewnia ochronę przed bronią kalibru 12.7 mm, natomiast pancerz tylny i boczny chroni przed amunicją strzelecką 7.62 mm oraz odłamkami. Na wyposażeniu znajduje się system ochrony przed skutkami użycia broni masowego rażenia, automatycznego gaszenia pożarów, noktowizory oraz systemy obrazowania termicznego. Załoga liczy cztery osoby: dowódcę, działonowego, ładowniczego i kierowcę. Włazy dla nich znajdują się w wieży oraz nad stanowiskami dowódcy i kierowcy. Pomiędzy drugą a trzecią osią umieszczone zostało wyjście awaryjne.
Pojazd posiada także zdolność pływania.

## Użycie bojowe
Moździerze 2S23 zostały użyte w trakcie rosyjskiej inwazji na Ukrainę, gdzie jedna z maszyn została w marcu 2022 roku zdobyta przez Siły Zbrojne Ukrainy. Według stastystyk prowadzonych przez zajmujący się białym wywiadem blog Oryx do końca października 2022 roku przejęte zostały trzy tego typu pojazdy.

## Użytkownicy
- Rosja
  - Wojska Lądowe – co najmniej 30 pojazdów[6]
  - Korpus piechoty morskiej – co najmniej 12 pojazdów[6]
- Wenezuela
  - Wojska Lądowe – 13 pojazdów[6]
- Ukraina
  - Wojska Lądowe – 3 pojazdy przejęte od wojsk Federacji Rosyjskiej[5]

## Galeria

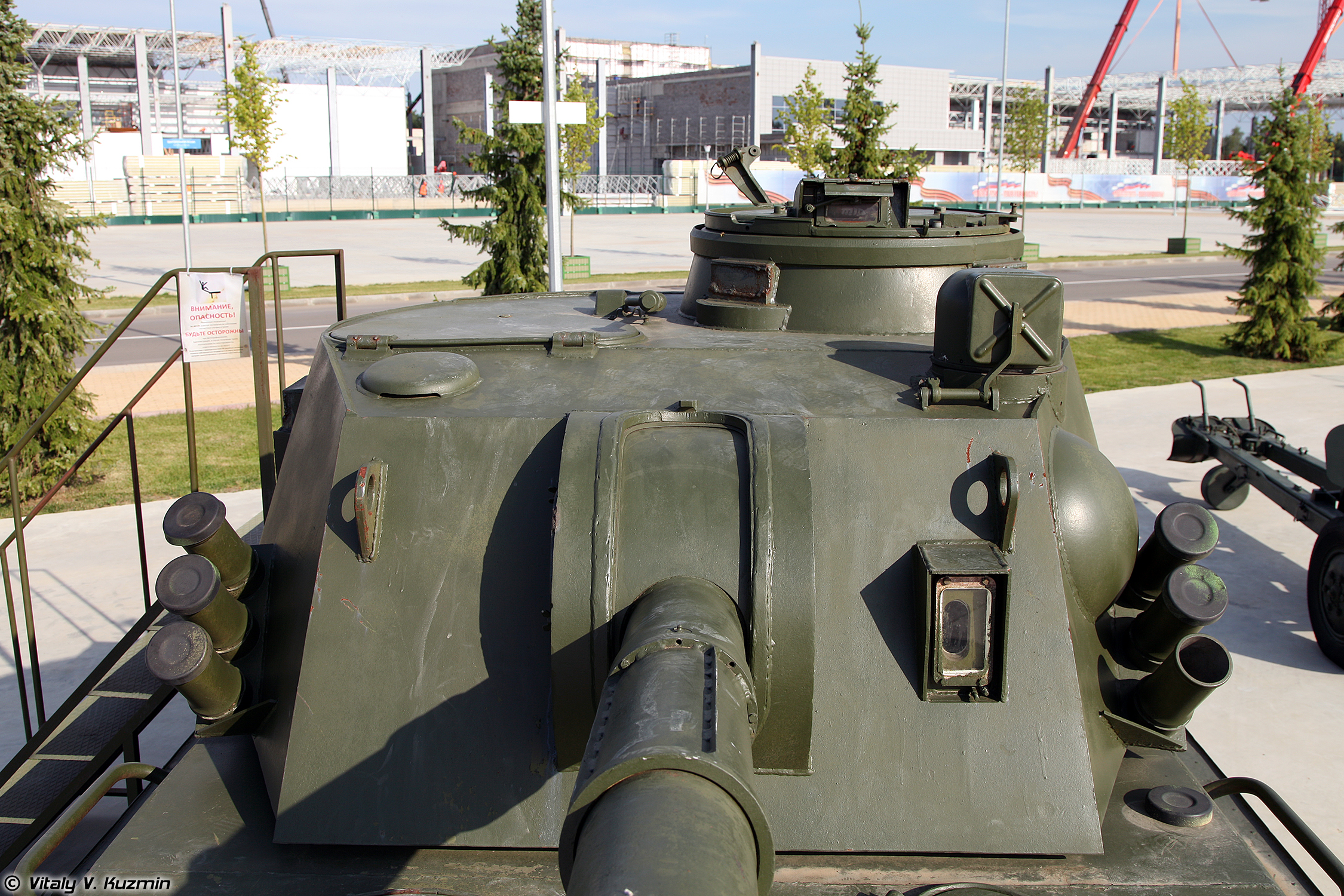
Zbliżenie na jarzmo moździerza
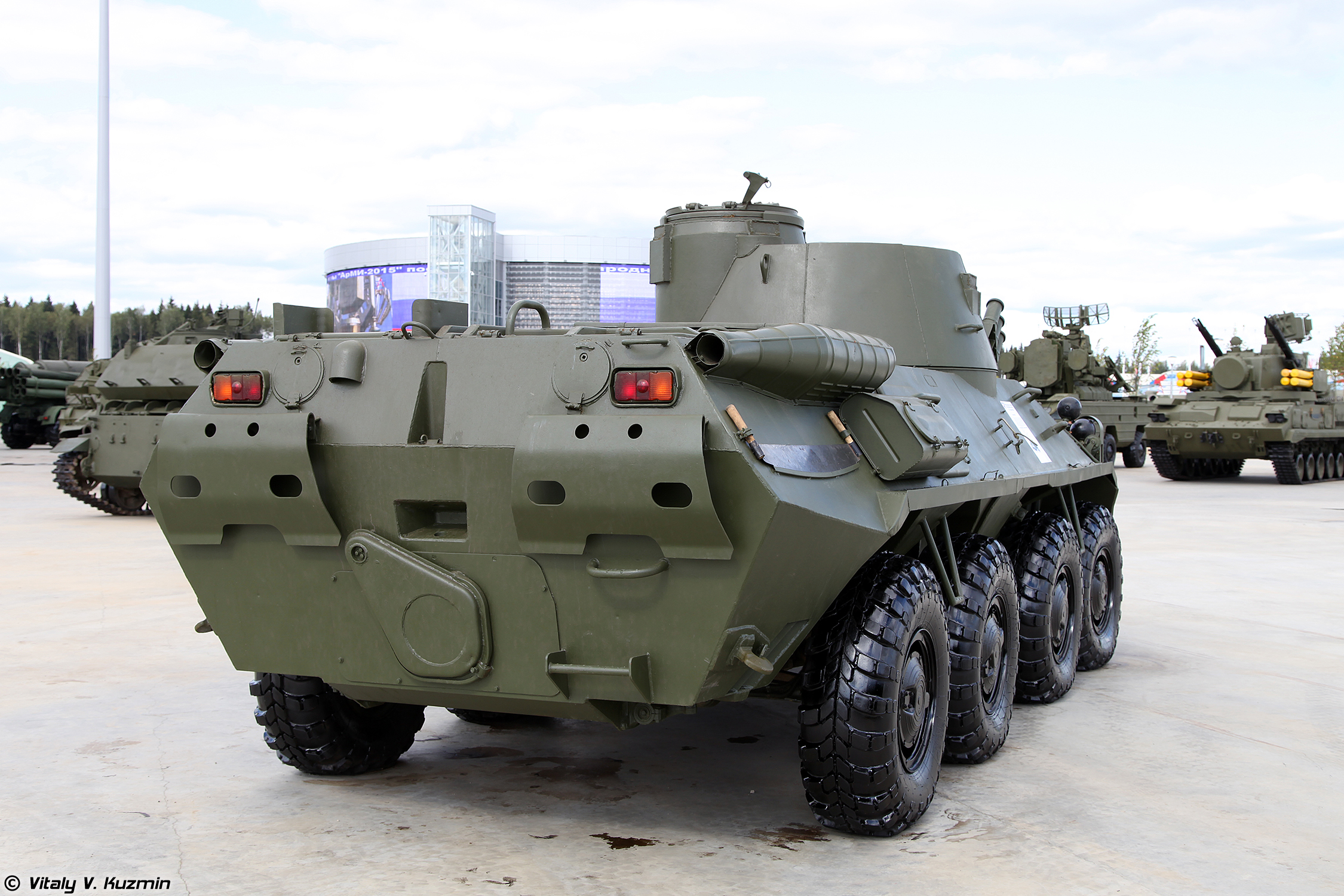
Widok na tył
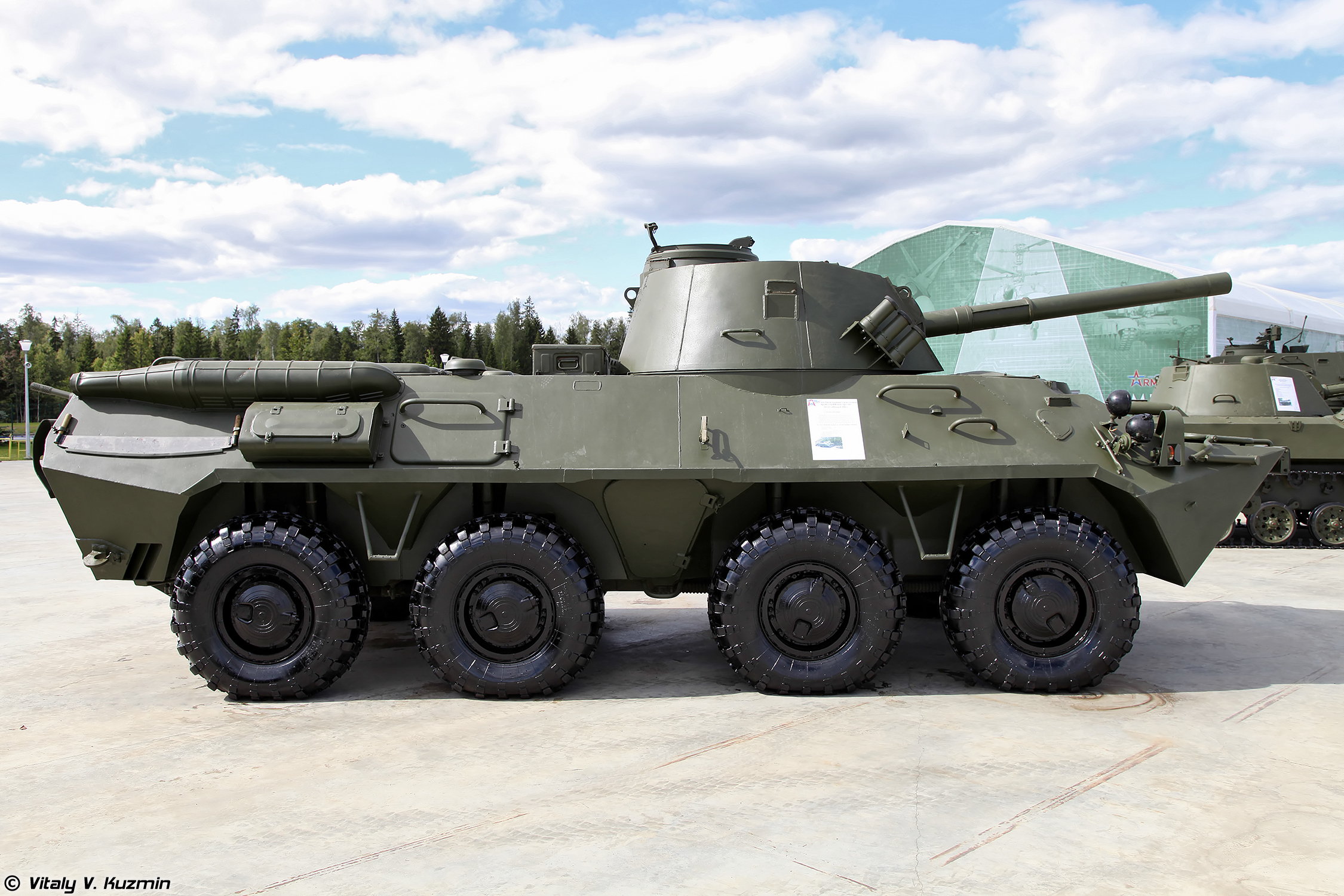
Widok z boku
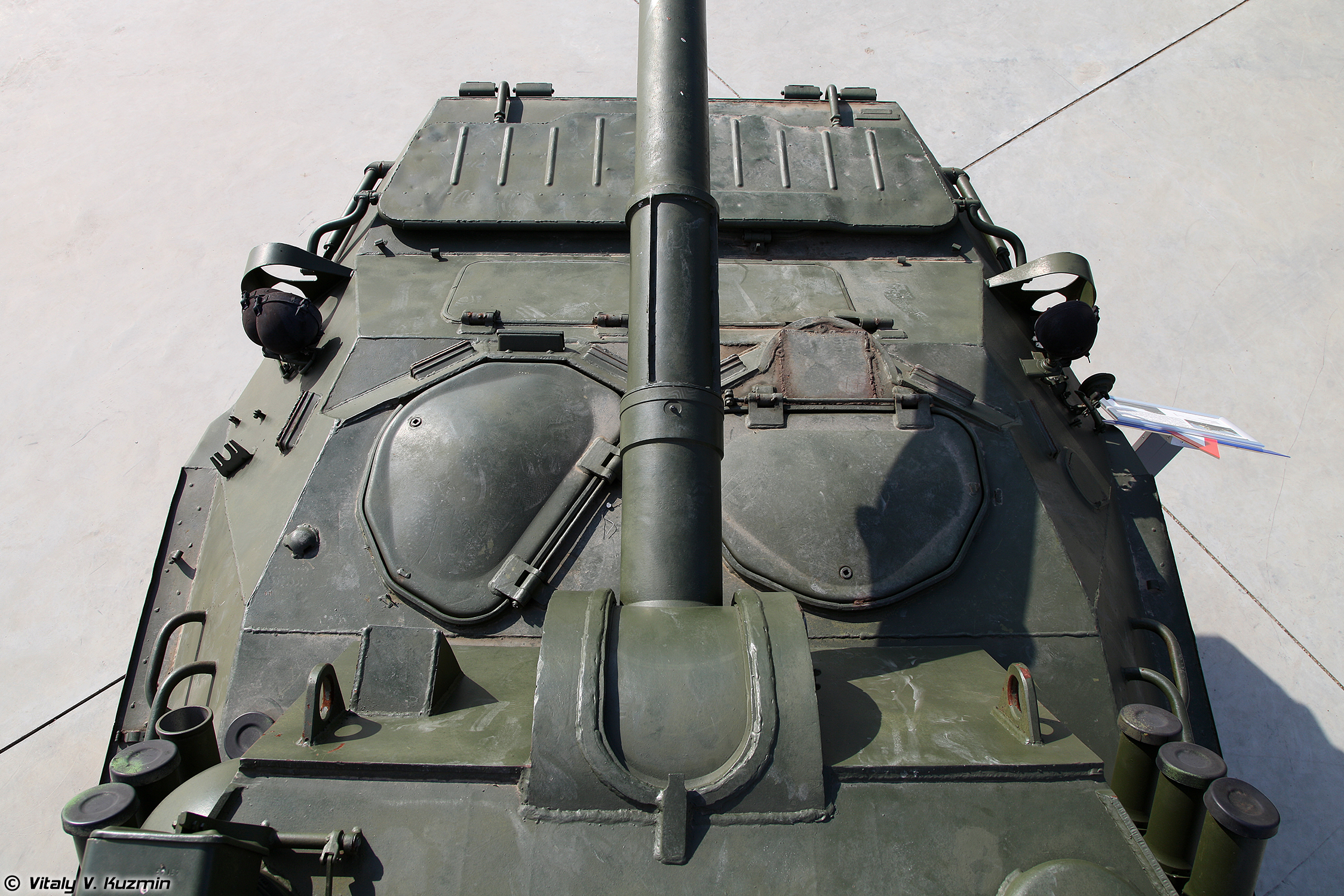
Widok ze szczytu wieży, widoczne włazy dla załogi